# Redshirts : Au mépris du danger
Redshirts : Au mépris du danger (titre original : Redshirts) est un roman fantastique sur un fond de science-fiction, écrit par John Scalzi, publié en 2012 aux États-Unis, puis publié en français en 2013. 
Roman de métafiction et de métaréférence, la narration est faite sur un ton humoristique, et le récit évoque, sans les citer explicitement, les séries télévisées de science-fiction Star Trek et celles concernant Stargate (Stargate SG-1, Stargate Atlantis, Stargate Universe), en se moquant du caractère stéréotypé de leurs scénarios.
En effet, dans une première partie, de jeunes officiers du vaisseau spatial L'Intrépide sont étonnés de constater que de nombreux morts émaillent chacune des missions d'exploration. Ils se posent des questions et se disent que « tout ne tourne pas rond sur ce vaisseau ». Un ancien du vaisseau leur fait part d'une théorie personnelle : le destin des membres du vaisseau spatial est lié à une série télévisée de science-fiction du début du XXIe siècle.
Dans une seconde partie, les cinq personnages principaux parviennent à voyager dans le temps et à atterrir en Californie. Là, ils prennent contact avec le producteur de la série télévisée puis avec le scénariste afin de tenter de faire stopper la série… Mais si en théorie cela semble facile, en pratique, c'est beaucoup plus difficile que cela, d'autant plus qu'ils ne disposent au total que de six jours de « présence effective » sur Terre, et qu'ils en ont passé trois à retrouver le producteur et le scénariste…

## Distinctions
Le roman a obtenu le prix Hugo du meilleur roman 2013 ainsi que le prix Locus du meilleur roman de science-fiction 2013.

## Liste des personnages
- Personnages du XXVe siècle
  - Les « Redshirts »
    - Andrew Dahl, héros du roman (enseigne de vaisseau)
    - Maia Duvall (enseigne de vaisseau)
    - Jimmy Hanson (enseigne de vaisseau)
    - Jasper Hester (enseigne de vaisseau)

  - Les officiers supérieurs de L'Intrépide
    - Abernathy (commandant du vaisseau spatial)
    - R’hwa (officier scientifique)
    - Anatoly Kerensky (astronavigateur)

  - Autres personnages
    - Jenkins (officier de vaisseau)
    - Margareth Jenkins (épouse décédée du précédent)
    - Collins (lieutenant de vaisseau)
    - Finn (enseigne de vaisseau)

- Personnages du XXIe siècle
  - Charles Paulson (producteur de la série Chroniques de L'Intrépide)
  - Matthew Paulson (fils du précédent, double de Jasper Hester)
  - Nick Weinstein (scénariste-en-chef des Chroniques de L'Intrépide, double de Jenkins)
  - Samantha Martinez (double de Margareth Jenkins)
  - Marc Corey (acteur, double de Kerensky)
  - Brian Abnett (acteur, double d'Andrew Dahl)

## Résumé
Le récit est formellement divisé en 24 chapitres, précédés d'un prologue. Il est suivi de trois « codas » formant annexes.
Les 24 chapitres se répartissent en deux séquences très clairement distinctes l'une de l'autre.

### Première partie: les étranges événements survenant aux membres du vaisseau
Chapitres 1 à 14.
Le récit commence par un prologue où une expédition de L'Intrépide, croiseur spatial de l'Union Universelle, est attaquée par des Vers de Borgrovie. Tom Davis, enseigne de vaisseau, se pose des questions sur le nombre élevé de morts dans les expéditions d'exploration spatiale, en particulier le nombre de sous-officiers ou de jeunes officiers tombés au combat, alors que les officiers les plus gradés s'en sortent sans problème. Peu après, il est lui-même attaqué par un Ver de Borgrovie et est dépecé en quelques secondes. Le commandant du vaisseau explique à son second qu'il y a eu un nombre impressionnant de perte et qu'il va falloir recruter du personnel.
Puis l'auteur présente ensuite les différents héros : Andrew Dahl, Maia Duvall, Jimmy Hanson, Finn, Jasper Hester (qui sont les nouvelles recrues à bord de L'Intrépide), R’hwa (officier scientifique), le capitaine Abernathy, etc. La première mission donnée par Abernahty à Dahl à son arrivée est d'analyser un échantillon de « peste mérovingienne » et de trouver en moins de six heures un vaccin permettant de soigner un astronavigateur, Kerensky, qui risque de mourir si le vaccin n'est pas trouvé à temps. La supérieure de Dahl, le lieutenant Collins, lui explique alors qu'il doit placer la matière biologique dans La Boîte, laquelle va donner la solution au problème dans le temps requis. Nul ne sait qui a créé La Boîte ni comment elle fonctionne : on sait que ça marche, c'est tout. Très étonné, Dahl suit les consignes de Collins : effectivement, « ça marche ». Dahl apprend aussi de Collins certaines choses étranges : moins on croise le commandant et ses adjoints, mieux on se porte, et il vaut mieux aller le moins possible sur la passerelle, c'est-à-dire le poste de commandement, si l'on veut rester longtemps en vie.
En fin de compte, Dahl retrouve un « ancien » du vaisseau, qui leur fait part d'une théorie personnelle : le destin des membres du vaisseau spatial est lié à une série télévisée de science-fiction du début du XXIe siècle, et au surplus, « une mauvaise série » ! Tout semble ainsi expliquer les nombreux décès des « redshirts », quantités négligeables et supports de la Narration.
Dahl et ses amis décident de se rendre sur Terre en passant par un trou noir. S'ils étaient seuls, il est évident que le trou noir les anéantirait, mais s'ils sont accompagnés de l'un des « héros » de la série, rien ne pourra leur arriver. C'est pourquoi ils endorment Kerensky et l'emmènent avec eux dans une navette spatiale. Ils traversent le trou noir et arrivent sur Terre.

### Deuxième partie: le plan audacieux des jeunes scientifiques
Chapitres 15 à 24.
Dahl, Duvall, Hanson et Hester, accompagnés de Kerensky endormi, ont traversé l'espace-temps et viennent d'atterrir en Californie, en 2012. Ils découvrent qu'une série télévisée, Chroniques de L'Intrépide, est en lien avec leur propre destinée. La série a débuté en 2007 et en est à la sixième saison.
Là, ils recherchent et prennent contact avec le producteur de la série télévisée, Charles Paulson, et avec Nick Weinstein, le scénariste-en-chef, afin de tenter de faire stopper la série.
L'un après l'autre, les deux hommes sont dans un premier temps dubitatifs, puis sont convaincus par les astronautes. Dahl a alors l'idée d'un plan apparemment insensé : il propose, en compensation de l'arrêt de l'émission, ou du moins de l'arrêt du massacre, de guérir Matthew, le fils de Paulson, qui a subi quelques mois avant un accident de moto et qui est dans un coma définitif. Or Matthew avait brièvement joué dans la série lors d'un épisode. Pour cela, Jasper Hester, son « double du XXVe siècle », va être ramené comme s'il était blessé au sein de L'Intrépide. Pendant ce temps, Paulson et Weinstein vont tourner un épisode spécial où le personnage de Hester, grièvement blessé, sera guéri de manière miraculeuse au sein du vaisseau spatial.
Le plan réussit, et les aventuriers savent que, désormais, leur destin ne dépendra plus d'un scénariste ou d'un producteur du XXIe siècle.
Dans les dernières lignes du roman, Andrew Dahl se pose une question : comment se fait-il que, grièvement blessé au retour de la navette, il n'ait pas succombé à ses blessures ? Il en vient à se demander si lui-même, dans un autre espace-temps, ne serait pas, par hasard, le héros d'un film, d'une série télévisée ou d'un roman…